# Rhodesian SAS

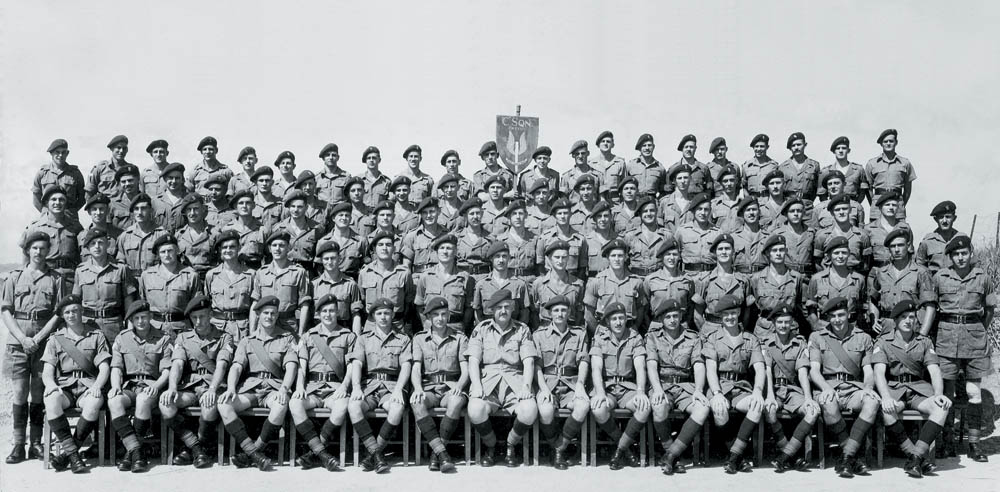
escouade C du SAS rhodésien en 1963

Le Rhodesian SAS, ou Special Air Service, est une unité spéciale de la Rhodesian Army fondée en 1963 et dissoute en 1980.

## Traditions
Héritier des traditions du Special Air Service de David Stirling constitué durant la guerre du Désert (Libye, Italie) pendant la Deuxième Guerre mondiale, le Rhodesian SAS descend du groupe constitué pour combattre l'Insurrection communiste malaise (1951-1955) et de l'escadron SAS de l'armée de la Fédération des deux Rhodésies et du Nyassaland (1961-1963).

## Appellations successives
- 1962 : "C" Squadron (Rhodesian) Special Air Service
- 1978 : 1 (Rhodesian) Special Air Service Regiment.

## Sélection
Le SAS rhodésien est « All-White (100 % blanc) ». Chez les SAS (et les Selous Scouts), les candidats ont, à tout moment, le droit et le choix de quitter ou non la sélection qui est extrêmement sévère. Le pourcentage de reçus est très faible. Seuls sont retenus les hommes qui font vraiment l'affaire. Il arrive même que tous les candidats d'une sélection soient recalés. Une fois cooptés, les candidats suivent l'entraînement spécifique au SAS (chuteurs opérationnels, nageurs de combat, saboteurs et opérateurs de contre-guérilla). L'effectif en 1978 était de 250 hommes pour trente « opérationnels ».

## Opérations pendant la guerre de Rhodésie du Sud

### Opérations intérieures
Le SAS rhodésien est employé dans le cadre de la Fireforce, comme le Rhodesian Light Infantry et le Rhodesian African Rifles, en fonction des besoins.

### Opérations extérieures
Les SAS rhodésiens sont employés dans le monde entier, plus particulièrement en Afrique centrale et australe. Leur chasse réservée est le Mozambique. En tant que troupe d'assaut, ils participent aux grandes opérations combinées mais ils sont spécialisés dans la reconnaissance, le contrôle sol-air, le sabotage, le coup de main, le conseil aux guérillas rebelles au pouvoir en place (exemple : la résistance nationale du Mozambique).